# Талановитий містер Ріплі (фільм)
«Таланови́тий мі́стер Рі́плі» (англ. The Talented Mr. Ripley, 1999) — психологічний трилер за однойменним романом Патриції Гайсміт.

## Сюжет
Том Ріплі (Метт Деймон) знав, що рано чи пізно доля йому посміхнеться, і він видереться на вищі щаблі суспільних сходів. Одного разу, унаслідок випадкового знайомства, один з найзаможніших чоловіків Америки дає Тому доручення: молодик має вирушити до Італії й переконати його сина, що розтринькує батьківські статки по Європах, повернутися до Штатів. І вже незабаром Том знайомиться з Дікі Ґрінліфом (Джуд Лоу) і Мардж (Гвінет Пелтроу). Їхнє розкішне життя припадає до душі. Тому йому щастить завоювати прихильність Дікі. Молоді люди разом цілими днями. Однак Дікі за вдачею людина, в якої, як швидко виникає інтерес до всього нового, так і швидко минає. Нудьгуватий Том своїми розмовами і поведінкою дуже швидко йому набрид; на противагу від чуттєвої і привабливої Мардж, якій обіцяно більше, ніж завжди. Тому Ріплі, що ні за яких обставин не хоче розлучатися з «новим чудовим життям», застосовує свої кримінальні таланти. 
Усе складається на добре для «талановитого містера Ріплі» — він посідає місце, ще донедавна, свого патрона і благочинця. У Тома Ріплі відкриваються нові «таланти» — удавати з себе іншу особу, імітувати зовнішній вигляд, голос і поведінку інших людей, підробляти підписи, складати неіснуючі листи і записки. Однак і в талановитого злочинця бувають свої проколи, до того ж найважче врахувати чинник інтуїції закоханої жінки. Італійська поліція, приватний американський детектив, батько вбитого, нещасна закохана Мардж, спільні знайомі — у кожного свої погляди на Ріплі і своя правда.

## Актори і ролі
- Метт Деймон — Том Ріплі
- Джуд Лоу — Дікі Ґрінліф
- Гвінет Пелтроу — Мардж Шервуд
- Кейт Бланшетт — Мередіт Лоґ
- Філіп Сеймур Гоффман — Фреді Майлз
- Джек Давенпорт — Пітер Сміт-Кінґслі
- Джеймс Ребгорн — Герберт Ґрінліф
- Фіорелло — Фаусто

## Нагороди і номінації

### Номінації на«Оскар»
| Номінація                              | Номінант                |
| -------------------------------------- | ----------------------- |
| Найкращий актор другого плану          | Джуд Лоу                |
| Найкраще художнє керування             | Рой Волкер Бруно Цезарі |
| Найкращий дизайн костюмів              | Енн Рот Ґері Джонс      |
| Найкращий музичний супровід до стрічки | Габрієль Яред           |
| Найкращий адаптований сценарій         | Ентоні Мінгелла         |

### Номінації на«Золотий глобус»
| Номінація                              | Номінант                   |
| -------------------------------------- | -------------------------- |
| Найкращий актор — драма                | Метт Деймон                |
| Найкращий актор другого плану          | Джуд Лоу                   |
| Найкращий фільм — драма                | «Талановитий містер Ріплі» |
| Найкращий музичний супровід до стрічки | Габрієль Яред              |
| Найкращий режисер                      | Ентоні Мінгелла            |

### Перемоги
- Премія BAFTA найкращому акторові другого плану — Джуд Лоу;
- Премія Blockbuster Entertainment найкращому акторові другого плану — Джуд Лоу;
- Премія BFCA за найкращу музику до стрічки — Габрієль Яред;
- Премія NBR найкращому режисеру — Ентоні Мінгелла;
- Премія NBR найкращому актору другого плану — Філіп Сеймур Хоффман;
- Премія Гільдії сценаристів Америки (Writers Guild of America) за найкращий адаптований сценарій — Ентоні Мінгелла;
- Премія Національного товариства кінокритиків найкращому актору другого плану — Філіп Сеймур Хоффман.

## Цікаві факти
- Роман Патриції Гайсміт до появи у 1999 році стрічки «Талановитий містер Ріплі» вже було екранізовано Рене Клеманом під назвою «На яскравому сонці» (фр. Plein Soleil) у 1960 році. Тоді в ролі Тома Ріплі знявся Ален Делон.
- Повною назвою (показана на початку в титрах) стрічки є «Загадковий, млосний, втаємничений, сумний, самотній, заклопотаний, знічений, люблячий, музично обдарований, інтеліґентний, прекрасний, ніжний, чуттєвий, переслідуваний, пристрасний, талановитий містер Ріплі» (англ. The Mysterious Yearning Secretive Sad Lonely Troubled Confused Loving Musical Gifted Intelligent Beautiful Tender Sensitive Haunted Passionate Talented Mr. Ripley).
- У квітні 2024 на стрімінговій платформі Netflix вийшов серіал «Ріплі» з Ендрю Скоттом у ролі Тома Ріплі.